# 딕 트레이시 (1945년 영화)
《딕 트레이시》(Dick Tracy)는 미국에서 제작된 윌리엄 버크 감독의 1945년 액션, 미스터리, 범죄, 스릴러 영화이다. 모건 콘웨이 등이 주연으로 출연하였고 허만 슈롬 등이 제작에 참여하였다.

## 출연

### 주연
- 모건 콘웨이
- 앤 제프리스

### 조연
- 마이크 마주키
- 제인 그리어
- 라일 라텔
- 조셉 크레핸
- 믹키 컨
- 트레버 바뎃
- 모건 월리스
- 밀턴 파슨스
- 윌리엄 핼리건
- 샘 애쉬
- 거트루드 애스터
- 잭 체페
- 메리 커리어
- 로버트 더글러스
- 랠프 던
- 브루스 에드워즈
- 에디세 엘리어트
- 프랭클린 파넘
- 칼 폴크너
- 잭 가갠
- 에드먼드 글로버
- 마이크 랠리
- 윌버 맥
- 조지 매그릴
- 알폰스 마르텔
- 프랭크 메러디스
- 해롤드 밀러
- 브루스 밋첼
- 토미 누넌
- 밥 리브스
- 제이슨 로바즈 시니어
- 해리 스트랭
- 돈 윌슨

## 기타
- 원조: 체스터 굴드
- 세트: 다렐 실베라